# Zaręby Kościelne (gromada)
Zaręby Kościelne – dawna gromada, czyli najmniejsza jednostka podziału terytorialnego Polskiej Rzeczypospolitej Ludowej w latach 1954–1972.
Gromady, z gromadzkimi radami narodowymi (GRN) jako organami władzy najniższego stopnia na wsi, funkcjonowały od reformy reorganizującej administrację wiejską przeprowadzonej jesienią 1954 do momentu ich zniesienia z dniem 1 stycznia 1973, tym samym wypierając organizację gminną w latach 1954–1972.
Gromadę Zaręby Kościelne z siedzibą GRN w Zarębach Kościelnych utworzono – jako jedną z 8759 gromad na obszarze Polski – w powiecie ostrowskim w woj. warszawskim, na mocy uchwały nr VI/10/11/54 WRN w Warszawie z dnia 5 października 1954. W skład jednostki weszły obszary dotychczasowych gromad Grabowo, Kępiste-Borowe, Kosuty, Niemiry, Nienałty-Brewki, Nienałty-Szymany, Rawy-Gaczkowo, Skłody-Piotrowice, Skłody-Stachy, Skłody Średnie, Świerże-Kończany, Świerże Zielone, Uścianek Wielki, Zaręby Kościelne i Zaręby Leśne ze zniesionej gminy Zaręby Kościelne w tymże powiecie. Dla gromady ustalono 24 członków gromadzkiej rady narodowej.
31 grudnia 1959 do gromady Zaręby Kościelne przyłączono wsie Gąsiorowo, Kietlanka i Pułazie ze znoszonej gromady Zakrzewo-Kopijki, wieś Rostki-Daćbogi ze znoszonej gromady Rostki Wielkie, wsie Gaczkowo, Kańkowo-Piecki, Złotoria Nowa i Złotoria Stara ze znoszonej gromady Daniłowo oraz wieś Budziszewo-Kseksoły ze znoszonej gromady Godlewo-Gorzejewo w tymże powiecie.
1 stycznia 1969 do gromady Zaręby Kościelne włączono wsie Pętkowo Wielkie, Zakrzewo-Kopijki, Zakrzewo-Słomy, Zakrzewo Wielkie, Zgleczewo Panieńskie i Zgleczewo Szlacheckie ze zniesionej gromady Zuzela w tymże powiecie.
Gromada przetrwała do końca 1972 roku, czyli do kolejnej reformy gminnej. 1 stycznia 1973 w powiecie ostrowskim reaktywowano gminę Zaręby Kościelne.